# 戦術
戦術（せんじゅつ、英: tactics）または戦法は、作戦・戦闘において任務達成のために部隊・物資を効果的に配置・移動して戦闘力を運用する術である。理論的・学問的な側面を強調する場合は戦術学とも言う。戦略の下位の概念であり、基本方針に基づく長期的方略を戦略といい、状況の変化に応じた短期的方略を戦術と呼ぶ。一般に師団より小さい戦闘単位の軍事行動を計画・組織・遂行するための通則である。そこから派生して言葉としては競技や経済・経営、討論・交渉などの競争における戦い方をも意味するようになる。

## 概要
戦術は作戦戦闘において戦力を運用する術策であり、軍事学の根幹的な学問でもある。その形態から事前に準備調整が行われる計画戦術と、応急的に行われる動きの中の戦術がある。戦術の究極的な目的とは戦闘での勝利であり、戦略による指導の下で戦術は戦果を最大化しようとするために実行される。戦術の実施においては戦術単位である師団、連隊、大隊、戦闘団などが運用される。陸海空軍において戦術はその戦闘の性格的な差異から同じ用語でもその内容が大きく異なる。海戦術では戦闘単位が艦艇であり、航空戦術では航空機であり、戦場となる地形も海戦術では海域であり、航空戦術では空中である。本項目では陸軍の戦術について主に述べる。

## 歴史
戦術は戦闘の発生と共に自然に形成されてきた。その発展の歴史は戦闘教義や軍事技術の歴史と密接な関係を持っている。
西洋における古代戦術にはギリシアとローマの二つの系譜がある。ギリシアにおいては重歩兵をもってファランクスという戦闘教義が開発され、マラトンの戦いでギリシア軍（アテナイ・プラタイア連合軍）に勝利をもたらした。これはマケドニアのピリッポス2世やアレクサンドロス3世（大王）に戦闘教義が受け継がれて改良が重ねられ、ガウガメラの戦いにおいてアレクサンドロス大王はペルシア軍を破った。
ローマにおいて徐々にレギオンという戦闘教義が開発されて柔軟な部隊の運用が可能となったが、カンナエの戦いにおいて、ローマ軍は約2倍の兵力を誇りながらハンニバルによって撃退された。このハンニバルの戦術は第一次世界大戦の戦史研究によって戦術家の模範とされた。
中世においてはヨーロッパでは騎士による一騎討ちの儀式的な戦闘が行われていたが、東ローマ帝国においては外敵の脅威からカタフラクトという従来の歩兵を主力とした部隊から騎兵を主力とした部隊に主力を転換した。しかしながら重装騎兵部隊は機動力が低下し、戦術的な運用を制限することになった。モンゴルではチンギス・カーンの指揮の下で弓・槍・刀剣で武装した大規模な騎兵部隊を機動的かつ機能的に運用する戦術が発揮されるようになり、サマルカンドの戦いでも勝利した。
近世にはスペインで、小銃の発明から銃兵とこれまでの歩兵部隊を組み合わせたテルシオという戦闘教義が開発され、のちに全ヨーロッパに広まった。このテルシオの研究と砲兵の登場によって歩兵・騎兵・砲兵を運用する三兵戦術が生まれる事となる。三十年戦争においてグスタフ・アドルフは戦闘教義だけでなく軍事技術の方面でも多くの功績を残し、戦術においてはブライテンフェルトの戦いで砲兵部隊を用いて世界で初めて間接照準射撃を行った。三十年戦争後には欧州各国で厭戦気分が広がり、戦術の発展も停滞した。フランス革命の後に台頭したナポレオン1世は巧みな砲兵の運用を行ったことで知られ、迅速な戦略機動と周到な誘致を以って敵を包囲・突破して撃破する戦術を数多く発揮した。
近代においては銃器の発射準備時間の短縮や火力の増大によって第一次世界大戦においては大規模な塹壕戦が行われることになり、各国軍では膠着した戦線を突破するための戦術的な試行錯誤が繰り返された。戦間期においての各国軍では軍縮によって一時的に研究は停滞したが、機動力の向上、武器兵器の火力増大に伴い、戦車と急降下爆撃機と自動車化した歩兵部隊を以って敵を突破するという電撃戦の思想をフラーが創造し、第二次世界大戦においてドイツ陸軍のグデーリアン将軍によって実践された。
電撃戦の理論は現代になるまで研究が進められ、陸空の統合作戦の重要性が認められるようになり、エアランド・バトルという戦闘教義に発展している。イスラエル国防軍は第三次中東戦争においてエアランド・ドクトリンで圧倒し、第四次中東戦争においても奇襲を受けたもののその後に攻撃転移と機動戦を展開してアラブ諸国軍の救援・奪還を阻止することに成功した。

## 基礎用語
- 戦闘教義 - 汎用性の高い一定の合理的な戦い方。これを基礎として部隊の編制・装備・訓練は準備されている。
- 作戦 - 部隊が行う戦闘行動を言う。作戦目標、作戦方針、作戦計画に基づいて実行される。
- 攻勢・防勢 - 攻勢とは攻撃を主な戦闘行動とする作戦的な勢い、防勢とは防御を主な戦闘行動とする作戦的な勢いである。攻勢は敵を撃滅することが重要である。防勢は地形を利用し、逆襲の戦機を掴み敵を撃滅することが重要である[8]。
- 外線・内線 - 外線とは後方連絡線を離心的・拡散的に配置して部隊を分散している態勢であり、内線は後方連絡線を求心的・集中的に配置して部隊を集中している態勢である。特徴として外線は攻勢的であり、内線は防勢的である[9]。
- 部隊 - 2人以上の兵員から構成される集団。戦術においては師団・旅団・連隊・大隊などを指す。機能から前衛部隊・火力部隊・機動部隊・兵站部隊に分類できる[10]。
- 部隊編制 - 部隊の基本的な種類であり、戦闘力を直接構成する兵科として歩兵・機甲・砲兵・工兵などがある。
- 戦闘力 - 部隊が有する戦闘での殺傷・破壊の能力。衝撃力（白兵力）・打撃力・防護性・機動力に細分化できるが、さらに兵站機能などを含む場合もある。
- 兵站 - 戦闘維持の為に戦闘部隊の後方における補給（輜重）・輸送・整備・衛生などの面での後方支援を行う、輜重兵・衛生兵・軍医などがある。
- 前衛・側衛・後衛 - 縦隊において前衛は本隊の先頭に、側衛は両側面に、後衛は背後に配される機動部隊などであり、警戒などを行う。
- 中央・右翼・左翼 - 横隊において中央は中心部に、右翼は右側に、左翼は左側に配される部隊であり、両翼はしばしば機動部隊が置かれる。加えて前衛が置かれる場合もある。
- 正面・背後・翼側 - 防御においては、正面は敵攻撃の方向、背後はその逆方向、翼側はその両側面。
- 延翼 - 右翼・左翼・両翼の横方向への延長。
- 予備 - 一線で戦闘展開している部隊に直接加わらずに後方で待機し、戦機を捉えてから投入される戦力。
- 後方連絡線 - 基地と戦場の間の交通線であり、連絡線・補給線の機能をも持つ。部隊はこの線上で基本的に行動する。
- 地形 - 高低起伏・地表面土質・水系・植生・人工建築物などから構成され、部隊の行動に根本的に影響する。
- 大事な土地 - その支配権の有無が戦術的に重大な影響をもたらす地形。交通路の収束点（交通の要衝。水域でのチョークポイント）・制高地・港湾・飛行場などが挙げられる。
- 偽装・掩蔽 - 偽装は敵の発見の妨害、掩蔽は敵の射撃に対する防護。
- 隘路 - 狭い道路で出入口が開けている路。
- 接近経路 - 部隊が目標地点または緊要地形に至るまでの経路。経路の価値は交通容量や機動自由度などによって左右される。
- 敵情 - 敵の部隊配置や戦力内容の情勢。
- 航空優勢・制海権 - 航空優勢は空域の支配権であり、制海権は水域の支配権である。特に航空優勢は航空作戦の成功などを左右し、地上作戦の遂行に大きく影響する。制海権は水陸両用作戦など沿岸部での戦闘において影響を及ぼす。
- 陣地 - 築城によって戦闘において優位を得られるように改変した地形である。機能によって前進陣地・警戒陣地・偽陣地・予備陣地・拠点陣地などに分類される。
- 築城 - 工事によって地形を戦闘で有利になるように陣地として改変することである。防御戦闘の基本的な準備である。
- 展開 - 部隊の態勢を戦闘に先立って特定の戦闘陣に変換すること。
- 発見 - 敵の位置を把握すること。前衛部隊によって主に行われる。本隊に敵の位置を報告して後続する部隊の展開を支援する。
- 拘束 - 戦闘によって敵の自由な行動を妨害すること。前衛部隊によって主に行われる。後続する部隊の戦闘展開を支援し、敵の戦闘展開を妨害する。
- 制圧 - 火力攻撃などによって敵の部隊行動を攪乱・無力化させること。火力部隊によって主に行われる。接近に先立って敵部隊の戦闘力を減衰し、後の攻撃を助ける。
- 機動 - 部隊を移動・運動させること。機動部隊によって主に行われる。敵に突破攻撃・包囲機動・迂回機動を仕掛ける。
- 打撃 - 敵を火力・衝撃力によって攻撃すること。敵部隊の戦闘力を減殺する。
- 誘致 - 敵を意図的にある地点にまで誘い出すこと[11]。
- 挟撃 - 敵を同時に二方面から攻撃すること。
- 占領 - 地形の支配権を確保すること。陸上作戦では占領によって地上権を獲得する。
- 情勢判断 - 情報収集活動などに基づいて情勢がどのようにあるのかを判断すること。指揮官の指揮統制に全般的な影響を与える。
- 決心 - 任務分析・情勢判断・敵の可能行動の列挙・行動方針の列挙を経て指揮官が下す最終的な決断[11]。
- 戦機 - 戦闘において勝敗を決する決定的な機[12]。
- 士気 - 兵員の任務に対する積極的な意欲。

## 戦いの原則
戦いの原則についてはその存在について肯定的な意見と否定的な意見があるが、古来より多くの戦術家によって考案されてきた。

### 孫子
『孫子』においては多くの戦いの原則が考案されている。孫子においては戦略と戦術が明確に区分されていないが、戦術的な原則を取り上げれば、以下のようなものがある。
- 戦いは敵の意図に正対することで不敗の態勢を築き、虚を突く事によって勝利する
- 先に戦場に到着することによって、戦いの主導権を握る
- 地形の掌握と有効な活用
- 敵情を把握するために、情報活動は必要不可欠

### ジョミニ
19世紀の軍事学者アントワーヌ＝アンリ・ジョミニは当時行われていた戦いの原則の存在をめぐる論争において、肯定の立場に立っていた。そのために彼の著書『戦争概論』においてはいくつかの原則が示されている。
- 戦略的な判断に基づいて、主力を勝敗を左右する重大な地点である決勝点に機動し、敵の後方連絡線を圧迫する
- 大規模な味方をもって小規模な敵と戦闘するように機動する
- 戦術的な判断に基づいて、主力を決勝点または撃破する要点へ志向させる
- 全ての味方に同時的に戦果を生み出すように効率的に運用する

### クラウゼヴィッツ
また同時代の軍事学者カール・フォン・クラウゼヴィッツは戦いの原則の存在をめぐる論争において、否定の立場にたっていた。しかし彼の著書『戦争論』は現代でも評価されている優れた軍事理論の古典であり、戦いの原理につながる理論や概念を論じている。ここでは戦術における戦いの原理に関連する理論・考察の一部と現代でも用いられるクラウゼヴィッツの論じた概念について簡単に述べる。
- 防御は攻撃よりも強い形態である
- 勝利は敵の物的・精神的な戦闘力の破壊であり、これは追撃の段階で急速かつ強固に達成される
- 迂回機動は味方の後方連絡線が優勢である場合に成り立つ
- あらゆる攻撃は前進することによって弱化する（攻勢極限点）
- 勝利によって得られる成果はある一点を過ぎると逓増から逓減に変わる（勝敗分岐点）
- 戦場において一般的に情報の不確実性・混乱が生じる（戦場の霧）
- 戦場において一般的に計画と実施の齟齬が生じる（摩擦）

### フラー
英国陸軍軍人のジョン・フレデリック・チャールズ・フラーはこれまでの軍事研究と戦史研究を通じて、陸戦の原則を以下のように要約した。この原則は若干の差異はあるものの各国陸軍の教範類にも影響を与えている。
- 目標の原則 - 目標の明確化と一貫性
- 統一の原則 - 部隊の指揮統制の一元性を保持する
- 主導の原則 - 先動・先制によって戦闘の主導権を確保する
- 集中の原則 - 敵弱点への味方戦力を一点集中する
- 奇襲の原則 - 意外性を伴う行動をする
- 機動の原則 - 機動を先制する
- 経済の原則 - 戦力を徹底して節約する
- 簡明の原則 - 目標・計画・行動の簡明さを保つ
- 警戒の原則 - 敵への準備・即応対処を準備する

しかしアメリカ軍では物量の原則（飽和攻撃）、イギリス軍では運用の原則、ソビエト連邦軍では殲滅の原則が加えられている場合もあり、一様ではない。

## 兵科
兵科とはそれぞれの部隊が持つ専門分野であり、戦闘兵科、戦闘支援兵科、後方支援兵科に大別される。ここでは戦術的に重要な兵科について簡単に説明する。

### 歩兵
歩兵は主に小銃などの携帯火器を装備し、徒歩の移動手段を持ち、近接戦闘の能力を持つ兵科であり、地域の占領を行うことが出来る唯一の兵科である。あらゆる地形や状況において柔軟に運用を行うことが出来る。しかし個々の兵員が主体であるために防護性は低い。またその基本的な部隊・装備・運用の差異から軽歩兵部隊・機械化歩兵部隊・空挺部隊などに分類でき、機械化歩兵は装甲車での移動、空挺部隊は航空機での移動能力を持つ。責任交戦距離は0メートルから500メートル程度であり、自動車化された部隊の機動速度は平均して時速18キロメートルである。

### 機甲
機甲は主に火砲・装甲を併せ持って履帯機動を行う戦車を装備し、高度な打撃力を有する兵科である。防護性が高く、不整地突破の能力と高速機動の能力を以って突破・包囲においては打撃部隊の役割を果たす。責任交戦距離は0メートルから2500メートル程度であり、機動速度は平均して時速18キロメートルである。

### 砲兵
砲兵は主に火砲・ミサイルなどを装備し、砲迫火力を以って高度かつ連続的な火力を有する兵科である。戦闘においては対象地域の敵の妨害・制圧・破壊を行う火力部隊の役割を果たす。責任交戦距離は、迫撃砲は500メートルから3500メートル、軽砲は3500メートルから10000メートル、重砲・戦術ミサイルは10000メートルから40000メートルである。

## 戦闘陣
戦闘陣(Combat formation)とは戦闘部隊は組織的な連携を維持しながら作戦するための部隊の態勢である。基本的な戦闘陣には横隊と縦隊がある。横隊は戦闘正面を横に広く持つように部隊が展開する戦闘陣であり、火力を最大限に発揮するために基本的な攻撃・防御の際の戦闘陣として採られる。しかし部隊が幅広く展開すると機動速度が低下し、相互の連携が悪化しやすい。縦隊は戦闘正面をある程度限定した縦深性を持つ戦闘陣である。配置換えが容易であり、移動するための戦闘陣として採られる。
また、古代 - 近世にしばしば採られた戦闘陣として、劣勢の攻撃で採る斜行陣・鈎形陣、劣勢の防御で採る円陣などがある。斜行陣は片翼だけに戦力を集中的に配する戦闘陣である。鈎形陣は横隊の一翼に縦隊の部隊を配する戦闘陣である。円陣は全方位に対する警戒と防御を行う円形の戦闘陣である。

## 部隊行動

### 攻撃
攻撃(Attack)は積極的に敵を求めてこれを撃退・撃破・撃滅する戦闘行動である。準備時間によって応急攻撃・周密攻撃、形態によって戦果拡張・追撃、機動方式によって迂回・包囲・突破、時間によって昼間攻撃・夜間攻撃・黎明攻撃・薄暮攻撃などに区分される（攻撃を参照）。攻撃はその役割から主攻と助攻があり、主攻は主力によって行われる攻撃であり、助攻は支隊によって行われる主力を支援するための攻撃である。攻撃の基本は突撃にある。突撃とは正面攻撃であり、敵戦力に接近して火力を以って攻撃して攪乱し、撃退・撃破・無力化することを目的として行う攻撃である。これに引き続いて突破機動が行われる。

### 防御
防御(Defense)は敵の攻撃を破砕して時間的猶予を得る戦闘行動である。攻撃に耐えるだけではなく、戦機を捉えて攻撃転移を行い、逆襲で敵を撃退させることが一般的である。形態によって陣地防御・機動防御がある。陣地防御は敵戦力が攻撃してくる前に地形を活用した部隊配備を行い、一部は築城を行い、銃座を設け、武器弾薬を準備しておき、敵戦力の攻撃を迎え撃つ防御である。また陣地防御において、位置的な優位を確保するために築城を行い、戦闘陣地を築くことは非常に重要である。陣地を構築すれば、兵士の身体を隠蔽、掩蔽し、より安全に戦闘を遂行することができる。さらに、同時にそれぞれの射撃地点を効果的に攻撃できるように、射撃区域を設定した上で設置しなければならない。機動防御とは固定的に部隊を配置するのではなく、敵戦力の不利な状況において適時適所に部隊を機動させて側面を攻撃し、動きの中で敵の攻撃を破砕する防御の基本である（防御を参照）。

### 後退
後退とは現状を改善、もしくは状況の悪化を阻止することを目的として後方に移動、または敵戦力から離れることである。後退行動は遅滞、離脱、離隔に三分されている。遅滞は戦力が充足していない場合に敵戦力を誘導することであり、離脱は陣地を修正して部隊を再配置することであり、離隔は接敵していない部隊を後方へ移動させることである（後退を参照）。

### その他
主力と支隊は部隊の規模的な役割であり、支隊は主力から離れて別動隊として行動する。行軍(March)とは部隊が自らの機動力で移動することであり、しばしば矢印で記される。行軍はその警戒度にあわせて機動速度や部隊の隊形を変換する。宿営(Camp)とは人員がその場に留まって休養をとることであり、全方位に対する防御を準備して円陣を採る。延翼とは部隊の翼を広げて敵の包囲や迂回を防ぐことである。増援(Reinforcement)とは戦闘中の部隊に対して増援・救援・態勢逆転を行うことである。伏撃とは敵戦力に対して待ち伏せを行う攻撃である。伏撃を行う場合は、敵を組織的に誘致する必要がある。これには陽動・陽攻などによって実施される。ただしこれは敵も自由意志と思考力を有するために実現はしばしば困難である。伏撃を成功させるためには秘密保全がなにより重大であり、敵に事前に察知されることのないようにしなければならない。伏撃を行った場合、速やかに敵戦力を集中的に攻撃し、壊滅的な損害を与え、逆襲の余裕を奪う（待ち伏せを参照）。攻撃転移は防御から攻撃への部隊行動の転換、防御転移は攻撃から防御への部隊行動の転換を言う。

## 戦術と情報

### 情報収集
戦闘も情報戦の側面を強く持つ。情報戦とは情報を巡る戦いであり、戦闘においても情報戦は重要である。情報戦は米国国防大学によって指揮統制戦、電子戦、心理戦、ハッカー戦、諜報基盤戦、経済情報戦、サイバー戦に分類されているが、戦術的な局面においては特に指揮統制戦、電子戦、心理戦が重要である。戦場で主要な情報収集の手段となるのは、参謀本部から下りてくる情報と戦場における下級部隊からの報告になる。戦闘での必要となる情報は主に地形に関する情報と敵情に関する情報である。しかし地形についての情報が完全に掌握できるとは限らず、加えて敵情については戦端が開かれると敵情は極めて流動的なものとなり、敵情の把握は断片化していく。軍事学においてこれは戦場の霧という概念で説明されており、指揮官は不完全な情報で戦術を実行せざるをえない。

### 情報処理
情報処理の過程では大別して情報整理・分析・総合・結論の過程を経る。
なお、短時間での判断が必要な局面では勘により処理・補足される事も多い。
まず最初の過程である情報整理の対象となる情報は与えられた任務、地域の特性、敵情などである。情報収集によって得られた情報を運用して相互に根拠付け・関連付けを行う。不完全な情報しか得られない場合にはしばしば設想が行われる。設想とは論理的な思考を助けるために一時的に設けられる根拠が伴った仮定であり、敵情が判明すれば徐々に取り払われる。
分析の過程においてはまず任務分析が行われる。任務分析とは与えられた任務の内容を吟味して達成すべき目標を明確化することである。さらに地域の特性の分析においては任務分析で判明した目標を達成するために必要な作戦地域の地形と緊要地形の情報が整理され注意される。さらに敵情の分析を行うことによって敵の可能行動を列挙して、その行動を敵が採用する可能性の有無や程度について検討を行う。この際に味方の戦力との比較を行って、味方の彼我関係における優位と劣位を認識し、味方の行動方針を列挙し、同時に行動方針に重大な影響を与える要因を明らかにする。
総合の過程においては分析の過程で得られた行動方針に影響する要因について、その優先順位が定められ、味方の行動方針を比較検討する。さらに行動方針に基づいて時間や空間などの要因について繰り返し思考の試行錯誤を繰り返す。
結論の過程においては得られた選択肢に基づいて最良の選択と思える案を決心し、予想される問題点とその対策を明確化し、具体的な作戦計画の概要を作成する。

### 情報伝達
得られた決心に基づいて作成された作戦計画は参謀を通じて作戦部隊に伝達されることとなる。情報伝達は主に命令によって実施される。命令においては以下の原則が挙げられる。それは、実行可能である点、命令においては解釈を許さない形容詞などの曖昧な言葉が用いられない点、命令の背景にある状況認識の説明、作戦行動における特別に協力する部隊への配慮が行われている点、初めて出撃する部隊や消耗した部隊への配慮が行われている点、である。命令で任務を与える場合はそれを達成するために任務と責任と共に適切な権限を提供しなければならない。

## 戦術と教育
戦術教育とは軍学校における将校に対する戦術の教育である。その教育の内容としては、図上戦術・現地戦術・兵棋・戦史教育がある。

### 図上戦術
基本的な思考様式を身に着けるための教育。地図上において想定が設けられ、その想定に基づいた戦術的な問題に対して解答を作成し、討議する。

### 現地戦術
士官として求められる観察力や実践的な思考様式を身に着けるための応用的な教育。実際に現地に赴き、現地の状況に基づいた想定が設けられ、その想定に基づいた戦術的な問題に対して討議や現地観察によって解答を作成する。

### 兵棋
戦術家として求められる全体的な思考力・判断力・実行力を身につけるための応用的な教育。地図上において部隊が配置され、統計的な手法を用いて時間経過に従って戦闘シミュレーションを行い、そこに生じる戦術的な問題に対して解答を作成する。

### 戦史教育
戦術家としての思考力や創造性を養う応用的な教育で。歴史上の作戦・戦闘の事例を学ぶことを通じてその戦訓を抽出する。

## 戦術と戦略
戦略と戦術を明確に区分分けする事は出来ないが、概念上は区分されるべきものである。戦略は戦役全体での勝利を収める為に指導する術策であり、戦術は戦場において実際に敵に勝利するために戦闘部隊を指揮統制する術策である。つまり戦略は大局的な観点から目標設定の整合性や他方面の状況などを調整した巨視的な術策であって、戦略上の都合によって採りうる戦術に制約が生じることはありうる。
戦略と戦術の類似点をいくつか挙げることは出来る。両者ともに目標達成の手段という共通の性質を持ち、また戦略・戦術は共に一般的な理論であると同時に特殊的な術である。初心者はしばしば戦略を理論、戦術を実践として誤解するが、双方とも理論と術を併せ持っている。加えて情勢判断に基づいた戦力準備・戦力運用・教育訓練が三位一体となって目標達成を追求するという基本的な枠組みも類似している。
戦略と戦術の異なる点も挙げることが出来る。それは戦略と戦術が上下関係に属していることと関係して、考慮すべき問題の大小、配慮すべき時間の長短、視野の広狭などが決定的に異なっている点である。また戦略家・戦術家の思考様式の差異であり、戦術家としての役割を担う下級指揮官は一定の条件下で与えられた任務を達成するために判断すればよいが、戦略を担う高級指揮官は下級指揮官に任務を与える場合に必要な戦力を与えなければならず、また常に全体的な状況を把握して指導することが重要である。
また戦略・戦術の概念は近代以降に精緻化が進み、戦略は国家戦略、軍事戦略、作戦戦略に構造化されている（戦略を参照）。また作戦的な性格と戦闘的な性格から戦術を作戦術と戦術に区分する場合もある。

## 戦史の戦術
戦術研究においても特に注目されている戦史について簡略に述べる。（詳細は軍事史を参照）

### カンナエの戦い
カンナエの戦いは紀元前216年8月2日にパウエルとヴァロが指揮するローマ軍部隊とハンニバルが指揮するカルタゴ軍部隊のカンネー付近における戦闘である。
カルタゴ軍とローマ軍はカンネ付近のアウフィダス河南岸に10kmの距離を置いて築城・宿営した。ハンニバルは敵ローマ軍の指揮官がヴァロであることを知り、決戦に誘うことを決心する。カルタゴ軍は歩兵8千を陣地に残して敵を誘致し、主力である4万を率いて北岸に移動しそこで背水の陣で横隊に展開して決戦を準備する。ヴァロは誘致に応じてカルタゴ軍の陣地を別動隊1万で攻撃、主力部隊7万を率いて渡河し、カルタゴ軍に対して横隊に展開した。両軍とも両翼に騎兵部隊を配していた。
戦闘はカルタゴ軍が先制した。ハンニバルはカルタゴ軍の重歩兵部隊に不動を命じ、中央の軽歩兵部隊を傘型陣形で前進させてローマ軍中央の歩兵部隊を拘束しつつ、左翼の騎兵部隊にも正面攻撃を命じ、ローマ軍右翼をも拘束する。拘束に成功するとハンニバルはカルタゴ軍左翼の予備騎兵部隊をローマ軍右翼の背後へ包囲して挟撃してこれを撃破する。続いて同予備騎兵部隊はローマ軍中央の背後を移動してローマ軍左翼の背後に迂回し、カルタゴ軍右翼の騎兵部隊と挟撃してローマ軍左翼をも撃破した。このときヴァロは中央の歩兵部隊の全戦力を運用してカルタゴ軍の中央突破で勝利することに注目しており、カルタゴ軍中央の歩兵部隊は凹字型の態勢に圧迫されていた。ハンニバルはローマ軍両翼の騎兵部隊を撃破したこととローマ軍背後に移動したカルタゴ軍予備騎兵部隊の戦闘態勢が準備されたのを受け、この時点で最初に使用しなかった重歩兵部隊をも投入して全軍に包囲と突撃を命令して勝敗は決した。
ローマ軍はカルタゴ軍の完全包囲の攻撃を受けて壊滅的な被害を受けた。ローマ軍の死傷者は6万、1万が捕虜となった。さらに指揮官のパウルスが戦死し、ヴァロも敗退した。また別働隊としてカルタゴ軍の陣地を攻撃していた1万の部隊も2千の損害を出して敗走した。カルタゴ軍の死傷者は5千7百であった。この時のハンニバルの戦術は第一次世界大戦前に各国軍で戦史研究が進められ、敵を決戦に誘致し（主導の原則）、戦闘では敵の主攻を中央の歩兵部隊で拘束している間に左翼の騎兵部隊で逆に敵の弱点に向かって機動し（機動の原則、奇襲の原則）、最後に全戦力で打撃する（経済の原則）という攻防を組み合わせた模範的な戦術を実施した（詳細はカンナエの戦いを参照）。

### ロイテンの戦い
ロイテンの戦いは七年戦争において1757年12月5日にフリードリヒ2世が率いるプロイセン軍部隊とオーストリア軍部隊の戦いである。
七年戦争においてプロイセン軍はオーストリアの同盟国であったフランスの援軍をロスバッハの戦いで撃破し、転進してブレスロウに向かった。対するオーストリア軍は7万2千人の兵力を以ってニッペルン・フロベルウィッツ・ロイテンなどのブレスロウ南方地域に約9キロの作戦正面を以って陣地を占領して部隊を配備した。12月5日にフリードリヒ2世は兵力が3万5千と相対的に劣勢であり、オーストリア軍部隊の両翼包囲は不可能であり、左翼から側面攻撃を行って撃破し、陣地を占領しようと企図した。オーストリア軍右翼が布陣していた沼地による機動の不自由とショイベルヒ・ザーガシュッツ間に位置する高地によってオーストリア軍の視界を妨げていた経路を用いて縦隊で南下、続いて左旋回して斜線陣に戦闘展開し、午後1時からオーストリア軍左翼に突撃を実施した。これに応戦してオーストリア軍はロイテンを中心軸にして右翼を右旋回してプロイセン軍を包囲しようとしたが、機動に手間取ってしまい左翼を効果的に支援することが出来なかった。プロイセン軍はその間にロイテンに向かって集中攻撃を加えてオーストリア軍を東西南の三方向から包囲攻撃を行って徹底的に撃滅し、続いて退却するオーストリア軍の追撃を行った。
戦闘は午後4時過ぎまで継続され、オーストリア軍は包囲攻撃を受けて混乱し、死傷者1万、損失火砲131門、さらに1万2千が捕虜となった。劣勢であるにも拘らずプロイセン軍が的確な側面攻撃を成功させた戦史上の優れた戦術である。これは初期の段階で正面攻撃が兵力上から不可能であるために側面攻撃を実施すべきと決心し（目標の原則、簡明の原則）、迅速な機動によって敵の戦闘展開の意表を突き（機動の原則、奇襲の原則）、斜線陣に戦闘展開して一翼を撃破し（主導の原則）、これに応じて陣形を転換しようとするオーストリア軍を三方包囲攻撃して撃滅し（集中の原則）、追撃で勝利の戦果を最大化した（経済の原則）。

## 軍事以外の戦術
戦術は競争的な性格を持つ政治、経済、スポーツ競技、ボードゲームなどの他分野においても概念が用いられたり、用語が流用されることがある。しかし、軍事上の概念とはずれがある場合がほとんどなので、混合しないように注意が要する。（詳細は個別の項目を参照）

### 政治における戦術
牛歩戦術はこれは国会決議における野党の戦術である。その実行については、国民への野党の政治的パフォーマンスに過ぎないという見方と、多数派の横暴への正当な対抗という見方がある。（牛歩戦術を参照）

### 経済における戦術
敵対的買収（企業乗っ取り）を仕掛けられた企業が取る防護策については、M&Aの項を参照のこと。

### スポーツにおける戦術
一対一の競技ではあまり重視されない（格闘技などは例外）が、団体競技では重要である。野球やアメリカン・フットボールなどの様にルールが複雑な競技では、監督・コーチや司令官的立場の選手が大きな役割を持つ。

### ボードゲームにおける戦術
チェスや将棋、囲碁などの戦略性の高いボードゲームでは、盤面の状況に応じた戦術が重要となる。かつてヨーロッパの軍学校では、兵棋演習の一環としてチェスが行われていたが、抽象的すぎるため現在では行われていない。